# Meerwijk (Berg en Dal)

Kadastrale buurt Verspreide huizen Meerwijk in de voormalige gemeente Groesbeek

De Meerwijk is een buurtschap in de Nederlandse gemeente Berg en Dal, gelegen in de provincie Gelderland. Het ligt tussen Berg en Dal en Heilig Landstichting in een dal en lag in het voormalige Nederrijkswoud. Het is een waterrijk gebied met meerdere bronnen.
De grootste vijver, Watermeerwijk, was tot in de 15e eeuw de locatie van een houten kasteel. Hierna werd het een landgoed met onder andere een sterrenbos.
Er staan verschillende boerderijen en buitenhuizen. Voetbalclub RKSV Meerwijk was naar het gebied vernoemd.
Dorpen: Beek · Berg en Dal · Breedeweg · Erlecom · Groesbeek · Heilig Landstichting · De Horst · Kekerdom · Leuth · Millingen aan de Rijn · Ooij · Persingen · Ubbergen

Buurtschappen: Bisselt (deels) · De Bruuk · Colonjes · Dennenkamp · Dekkerswald · Dukenburg · Grafwegen · Groenlanden · Haukes · Holdeurn · De Kamp · Kerstendal · Lagewald · Meerwijk · De Muchter · Nieuwerf · De Plak · De Ploeg · Stekkenberg · Thorense Molen · Tiengeboden · Valkenlaagte · Het Vilje · De Vlietberg · Wercheren · Zeeland